# 神戸絢
神戸 絢（かんべ あや、1879年（明治12年）2月16日 - 1956年（昭和31年）2月23日）は、日本のピアニスト、音楽家、音楽学校教授。別名、神戸 絢子。
日本の洋楽界最古のピアニスト（洋琴家）として知られた。東京音楽学校 (旧制)を卒業後、母校で30年以上にわたって後進を指導し、従四位勲四等に叙せられた。

## 人物
東京府人・梁田正直（元鳥取藩士族）の長女として、東京に生まれた。第百銀行監査役・神戸信義（元岡山藩士族・元藩主侯爵池田章政家扶）の養女となり、姫路水力電気技師長・神戸順三郎（明治3年7月生、神戸信義の養子）と結婚、長女貞子（明治34年3月生）をもうけた。一家は1914年（大正3年）に分家した。
8歳で女子仏学校（のちの仏英和学校）に入学し、10歳のときに初めてフランス人修道女からピアノの手ほどきを受けた。17歳で文部省のフランス語教員検定試験に合格、東京音楽学校 (旧制)本科（現東京芸術大学）に抜擢され、ピアノ科を専攻。ラファエル・フォン・ケーベルのもとに師事した。
1899年（明治32年）に専修部を卒業し（卒業生総代）、同校の授業補助に就いた。明治35年3月、同校助教授に就任。1907年（明治40年）、文部省外国留学生としてフランスへ留学し、パリ音楽院でイシドール・フィリップに習った。帰国（1909年〈明治42年〉6月13日）の後は東京音楽学校教授をつとめ、日本にフランス風の演奏技術を持ち込んだ。
この間、1918年（大正7年）5月より、皇太子妃に冊立が決まった良子女王（のち昭和天皇の皇后・香淳皇后）に御学問所でピアノを教授した。
1930年（昭和5年）3月、高等官二等に陞叙、同時に東京音楽学校教授を退官して、同校講師に就任した。